# Lopidium semimarginatulum
Lopidium semimarginatulum là một loài Rêu trong họ Hookeriaceae. Loài này được (Müll. Hal.) Wijk & Margad. mô tả khoa học đầu tiên năm 1960.